# Santa Maria do Tocantins
Santa Maria do Tocantins is een gemeente in de Braziliaanse deelstaat Tocantins. De gemeente telt 2.807 inwoners (schatting 2009).